# Geely Borui
La Geely Borui è un'autovettura prodotta dalla casa automobilistica cinese Geely dal 2015.

## Descrizione
A metà 2014 è stata confermata la produzione di una berlina di grandi dimensioni chiamata GC9; in seguito il modello fu ribattezzato Borui. La vettura è stata realizzata su una piattaforma sviluppata congiuntamente con la Volvo. La Borui è una berlina 3 volumi a 4 porte con carrozzeria fastback.
Sul lato tecnico la Borui è dotati di sospensioni messe a punto dall'inglese Prodrive. Le motorizzazioni disponibili sono tre, tutte benzina e abbinate a un cambio automatico a sei marce fornito dall'azienda australiana DSI, acquisita dalla Geely nel 2009.
Motori:
- 1,8 litri quattro cilindri in linea turbo da 163 CV
- 2,4 litri quattro cilindri in linea aspirato da 162 CV
- 3,5 litri V6 aspirato da 275 CV

Nei crash test svolti dalla  C-NCAP, la vettura ha ricevuto un punteggio di 5 stelle.
Nel 2018 la vettura ha subito un aggiornamento con lievi modifiche all'esterno, con una nuova prese d'aria. sul lato tecnico le motorizzazioni hanno subito un generale incremento di potenza, con il 1,8 raggiunge 135 kW (181 CV) e una coppia massima di 300 Nm. L'aumento di potenza ha ridotto i tempi d'accelerazione e le modifiche apportate hanno migliorati anche i consumi di carburante. Inoltre sono stati fatti degli interventi al telaio con nuove regolazioni apportate dalla Volvo e dalla Lean Nova. Infine è stato rivisto il sistema frenante che ha portato a una riduzione degli spazi d'arresto.